# Pantà de la Torrassa
El pantà de la Torrassa és un embassament que pertany al riu Noguera Pallaresa, creat per una presa situada entre els municipis de la Guingueta d'Àneu i Espot, que s'estén pels seus termes municipals, a la comarca del Pallars Sobirà.
El nom de la Torrassa li prové de l'antiga i gran torre de guaita - o torrassa - que existia en aquest indret.
Es troba envoltat de camins aptes per a recorreguts amb bicicleta, senderisme i la pràctica de la pesca de la truita de riu, així com excursions a cavall pels voltants de l'embassament. També hi trobem instal·lacions per a la pràctica d'esports nàutics, d'aventura i d'aigües tranquil·les.
A la cua de l'embassament es troba la Mollera d'Escalarre, una zona humida amb hàbitats d'alt interès i amb abundància d'ocells aquàtics.

## La presa
La presa formava part del projecte de l'empresa Hidroelèctrica de Catalunya d'aprofitament hidroelèctric de les valls de l'Escrita i el Peguera amb la construcció d'una cadena de salts. La construcció de la presa finalitzà el 1955, i amb una alçada de 20,50 metres crea un embassament de 48 hectàrees de superfície i 2,1 hectòmetres cúbics de capacitat. Disposa de 5 comportes tipus Taintor com a sobreeixidors de superfície.
De la presa de la Torrassa surt la canalització soterrada amb un cabal de 16 metres cúbics per segon que després d'un recorregit de 682,70 metres s'integra a la Central d'Espot (C.H. La Torrassa) per produir energia hidroelèctrica.

### Dispositiu de pas per a peixos
Perquè les peixos circulant aigües amunt puguin superar el desnivell de la presa, al marge esquerra s'hi construí un dispositiu de pas a partir de 30 safareigs successius que redueixen el salt total a diversos salts menors, on els individus poden descansar. El dispositiu en aquesta presa presenta diversos problemes: està subdimensionat amb relació a l'amplada i el cabal d'aquest tram fluvial, el cabal de disseny possiblement és insuficient en relació al cabal del tram fluvial, el desnivell entre safareigs és excessivament alt i el dispositiu és inaccessible per que els operaris en puguin fer un manteniment correcte. La valoració final és que probablement és ineficaç a escala poblacional, al marge que alguna truita aconsegueixi de superar el gran desnivell existent a través d'aquest dispositiu tan llarg.